# Przewodniczący Parlamentu Grecji
Przewodniczący Parlamentu Grecji kieruje pracami i obradami izby, wybierany na pierwszym posiedzeniu nowo wybranego parlamentu.

## Chronologiczna lista przewodniczących[1]

### Tymczasowa administracja
| # | Imię i Nazwisko                       | Portret | Kadencja             | Kadencja         |
| # | Imię i Nazwisko                       | Portret | Od                   | Do               |
| - | ------------------------------------- | ------- | -------------------- | ---------------- |
| 1 | Aleksandros Mawrokordatos (1791–1865) |         | 20 grudnia 1821      | 15 stycznia 1822 |
| 2 | Dimitrios Ipsilantis (1793–1832)      |         | 15 stycznia 1822     | 17 marca 1823    |
| 3 | Petros Mawromichalis (1765–1848)      |         | 30 marca 1823        | 18 kwietnia 1823 |
| 4 | Joannis Orlandos (1770–1852)          |         | 26 kwietnia 1823     | 22 maja 1823     |
| 5 | Aleksandros Mawrokordatos (1791–1865) |         | 12 lipca 1823        | 14 lipca 1823    |
| 6 | Panutsos Notaras (1752–1849)          |         | 11 października 1824 | 6 kwietnia 1826  |
| 7 | Jeorjos Sisinis (1769–1831)           |         | 19 marca 1827        | 5 maja 1827      |

### Pierwsza Republika (1827–1832)

#### Izba Reprezentantów
| # | Imię i Nazwisko              | Portret         | Kadencja        | Kadencja         |
| # | Imię i Nazwisko              | Portret         | Od              | Do               |
| - | ---------------------------- | --------------- | --------------- | ---------------- |
| 1 | Nikolas Renieris (1758–1847) |                 | 20 lipca 1827   | styczeń 1828     |
| 2 | Jeorjos Sisinis (1769–1831)  |                 | 11 lipca 1829   | 6 sierpnia 1829  |
| 3 | Dimitris Tsamados            |                 | 5 grudnia 1831  | 9 grudnia 1831   |
| 3 | Dimitris Tsamados            | 15 grudnia 1831 | 17 marca 1832   |                  |
| 4 | Panutsos Notaras (1752–1849) |                 | 11 czerwca 1832 | 20 sierpnia 1832 |

#### Senat
| # | Imię i Nazwisko             | Portret | Kadencja         | Kadencja        |
| # | Imię i Nazwisko             | Portret | Od               | Do              |
| - | --------------------------- | ------- | ---------------- | --------------- |
| 1 | Jeorjos Sisinis (1769–1831) |         | 12 września 1829 | 15 czerwca 1830 |
| 2 | Dimitris Tsamados           |         | 16 czerwca 1830  | grudzień 1831   |

### Panowanie króla Ottona I (1843–1862)

#### Zgromadzenie Konstytucyjne
| # | Imię i Nazwisko              | Portret | Kadencja          | Kadencja      |
| # | Imię i Nazwisko              | Portret | Od                | Do            |
| - | ---------------------------- | ------- | ----------------- | ------------- |
| 1 | Panutsos Notaras (1752–1849) |         | 19 listopada 1843 | 18 marca 1844 |

#### Izba Reprezentantów
| #    | Imię i Nazwisko                      | Portret | Kadencja             | Kadencja             | Partia polityczna | Partia polityczna |
| #    | Imię i Nazwisko                      | Portret | Od                   | Do                   | Partia polityczna | Partia polityczna |
| ---- | ------------------------------------ | ------- | -------------------- | -------------------- | ----------------- | ----------------- |
| 1    | Nikitas Stamatelopulos (1782–1849)   |         | 7 września 1844      | 20 grudnia 1844      |                   | Partia Rosyjska   |
| 2    | Kanellos Deligiannis (1780–1862)     |         | 20 grudnia 1844      | 31 października 1845 |                   | Partia Francuska  |
| 3    | Rigas Palamidis (1794–1872)          |         | 19 grudnia 1845      | 14 kwietnia 1847     |                   | Partia Francuska  |
| 4    | Dimitrios Kallifronas (1800–1897)    |         | 2 września 1847      | 10 września 1848     |                   | Partia Francuska  |
| 5    | Dimitris Chatziskos (1805–1877)      |         | 13 listopada 1848    | 5 października 1849  |                   | Partia Francuska  |
| 6    | Antonis Georgantas (1799–1884)       |         | 21 grudnia 1849      | 27 lipca 1850        |                   | Partia Angielska  |
| 7    | Lazaros Giurdis (1811–?)             |         | 20 grudnia 1850      | 30 października 1852 |                   | Bezpartyjny       |
| 8    | Efstratis Parisis (1810–1865)        |         | 6 listopada 1852     | 27 października 1853 |                   | Bezpartyjny       |
| 9    | Panagitis Warwoglis (1799–1870)      |         | 30 grudnia 1853      | 20 kwietnia 1854     |                   | Bezpartyjny       |
| 10   | Trasywulos Zaimis (1822–1880)        |         | 2 lutego 1855        | 25 października 1855 |                   | Bezpartyjny       |
| 11   | Aleksandros Kumunduros (1815–1883)   |         | 9 listopada 1855     | 27 czerwca 1856      |                   | Bezpartyjny       |
| 12   | Jannis Zarkos (1810–1888)            |         | 28 czerwca 1856      | 28 października 1856 |                   | Bezpartyjny       |
| 13   | Aleksandros Kontostawlos (1789–1865) |         | 7 grudnia 1856       | 6 czerwca 1857       |                   | Bezpartyjny       |
| 14   | Dimitris Buduris (1814–1886)         |         | 30 października 1857 | 29 kwietnia 1858     |                   | Bezpartyjny       |
| 15   | Andreas Awgerinos (1820–1895)        |         | 23 listopada 1858    | 24 maja 1859         |                   | Bezpartyjny       |
| 16   | Andreas Ch. Londos (1811–1881)       |         | 17 grudnia 1859      | 18 maja 1860         |                   | Bezpartyjny       |
| (10) | Trasywulos Zaimis (1822–1880)        |         | 30 października 1860 | 16 listopada 1860    |                   | Bezpartyjny       |
| 17   | Anargyros Chatzianargyru (1814–1885) |         | 22 marca 1861        | 11 sierpnia 1861     |                   | Bezpartyjny       |
| 18   | Filon Filonos (1807 lub 1813–1895)   |         | 4 października 1861  | 19 marca 1862        |                   | Bezpartyjny       |
| 19   | Leonidas Petimezas (1825–1897)       |         | 10 maja 1862         | 11 września 1862     |                   | Bezpartyjny       |

#### Senat
| # | Imię i Nazwisko                    | Portret | Kadencja          | Kadencja             | Partia polityczna | Partia polityczna |
| # | Imię i Nazwisko                    | Portret | Od                | Do                   | Partia polityczna | Partia polityczna |
| - | ---------------------------------- | ------- | ----------------- | -------------------- | ----------------- | ----------------- |
| 1 | Jeorjos Kunduriotis (1782–1858)    |         | 26 września 1844  | 8 kwietnia 1847      |                   | Partia Francuska  |
| 2 | Anagnostis Deligiannis (1771–1857) |         | 17 września 1847  | 17 października 1853 |                   | Bezpartyjny       |
| 3 | Anagnostis Monarchidis (1785–?)    |         | 23 listopada 1853 | 11 sierpnia 1861     |                   | Bezpartyjny       |

## Pierwszy okres monarchii konstytucyjnej (1863–1924)
| #    | Imię i Nazwisko                              | Portret          | Kadencja             | Kadencja             | Partia polityczna | Partia polityczna |
| #    | Imię i Nazwisko                              | Portret          | Od                   | Do                   | Partia polityczna | Partia polityczna |
| ---- | -------------------------------------------- | ---------------- | -------------------- | -------------------- | ----------------- | ----------------- |
| 1    | Dimitris Kriezis                             |                  | 10 grudnia 1862      | 17 stycznia 1863     |                   | Bezpartyjny       |
| 2    | Zinowis Walwis (1800–1886)                   |                  | 17 stycznia 1863     | 17 lutego 1863       |                   | Bezpartyjny       |
| 3    | Aristidis Moraitinis (1806–1875)             |                  | 17 lutego 1863       | 20 maja 1863         |                   | Bezpartyjny       |
| 4    | Diomidis Kyriakos (1811–1869)                |                  | 20 maja 1863         | 20 lipca 1863        |                   | Bezpartyjny       |
| (3)  | Aristidis Moraitinis (1806–1875)             |                  | 20 lipca 1863        | 28 października 1863 |                   | Bezpartyjny       |
| 5    | Joannis Messinezis (1821–1896)               |                  | 28 października 1863 | 11 kwietnia 1864     |                   | Bezpartyjny       |
| 6    | Epameinondas Delijorjis (1829–1889)          |                  | 11 kwietnia 1864     | 13 sierpnia 1864     |                   | Bezpartyjny       |
| (5)  | Joannis Messinezis (1821–1896)               |                  | 13 sierpnia 1864     | 16 listopada 1864    |                   | Bezpartyjny       |
| 7    | Eftymios Kechagias (ok. 1821–1885)           |                  | 8 lipca 1865         | 14 grudnia 1866      |                   | Bezpartyjny       |
| 8    | Lykurgos Krestenitis (1793–1873)             |                  | 14 grudnia 1866      | 25 września 1867     |                   | Bezpartyjny       |
| 9    | Jakowos Paximadis (1788/9–1884)              |                  | 25 września 1867     | 21 grudnia 1867      |                   | Bezpartyjny       |
| 10   | Triandafyllos Lazaretos (1798–1884)          |                  | 24 czerwca 1868      | 18 listopada 1868    |                   | Bezpartyjny       |
| 11   | Dimitris Drossos (1806–1877)                 |                  | 18 listopada 1868    | 17 marca 1869        |                   | Bezpartyjny       |
| 12   | Dimitris Christidis (1799–1877)              |                  | 12 lipca 1869        | 17 grudnia 1870      |                   | Bezpartyjny       |
| 13   | Konstantinos Lombardos (1820–1888)           |                  | 17 grudnia 1870      | 25 października 1871 |                   | Bezpartyjny       |
| (12) | Dimitris Christidis (1799–1877)              |                  | 25 października 1871 | 28 grudnia 1871      |                   | Bezpartyjny       |
| 14   | Spyridon Spiromilios (1800–1880)             |                  | 7 czerwca 1872       | 28 listopada 1872    |                   | Bezpartyjny       |
| 15   | Joannis Deligiannis (1815–1876)              |                  | 11 maja 1873         | 30 stycznia 1874     |                   | Bezpartyjny       |
| 16   | Trasywulos Zaimis (1829–1880)                |                  | 30 stycznia 1874     | 25 kwietnia 1874     |                   | Bezpartyjny       |
| 17   | Joannis Zarkos (1810–1888)                   |                  | 14 listopada 1874    | 3 grudnia 1874       |                   | Bezpartyjny       |
| 18   | Stylianos Kasimatis (1818–1895)              |                  | 20 marca 1875        | 19 maja 1875         |                   | Bezpartyjny       |
| 19   | Aleksandros Kumunduros (1815–1883)           |                  | 9 października 1875  | 15 października 1875 |                   | Partia Narodowa   |
| (16) | Trasywulos Zaimis (1829–1880)                |                  | 4 października 1876  | 18 marca 1877        |                   | Bezpartyjny       |
| 20   | Andreas Awgerinos (1820–1896)                |                  | 16 maja 1877         | 18 października 1878 |                   | Bezpartyjny       |
| 21   | Sotirios Sotiropulos (1820–1898)             |                  | 18 października 1878 | 6 lipca 1879         |                   | Bezpartyjny       |
| 22   | Nikolas Papamichalopulos (1827–1888)         |                  | 6 lipca 1879         | 14 lipca 1879        |                   | Bezpartyjny       |
| (21) | Sotirios Sotiropulos (1820–1898)             |                  | 29 listopada 1879    | 10 października 1880 |                   | Bezpartyjny       |
| (20) | Andreas Awgerinos (1820–1896)                |                  | 10 października 1880 | 22 października 1881 |                   | Bezpartyjny       |
| 23   | Spyridon Walaritis (1819–1887)               |                  | 26 lutego 1882       | 4 listopada 1883     |                   | Bezpartyjny       |
| 24   | Pavlos Kalligas (1814–1896)                  |                  | 4 listopada 1883     | 11 lutego 1885       |                   | Bezpartyjny       |
| 25   | Dimitrios Kallifronas (1800–1897)            |                  | 26 czerwca 1885      | 12 października 1885 |                   | Bezpartyjny       |
| 26   | Antonis Rikakis (1824–1909)                  |                  | 12 października 1885 | 8 maja 1886          |                   | Bezpartyjny       |
| 27   | Stefanos Stefanopulos (1820–1887)            |                  | 8 maja 1886          | 5 listopada 1886     |                   | Bezpartyjny       |
| (20) | Andreas Awgerinos (1820–1896)                |                  | 22 lutego 1887       | 17 sierpnia 1890     |                   | Bezpartyjny       |
| 28   | Konstantinos Konstantopulos (1832–1910)      |                  | 15 grudnia 1890      | 18 lutego 1891       |                   | Partia Narodowa   |
| 29   | Nikolas Georgiadis (1830–1915)               |                  | 15 listopada 1891    | 12 marca 1892        |                   | Partia Narodowa   |
| 30   | Wasilios Wuduris (1840–1910)                 |                  | 8 czerwca 1892       | 20 lutego 1895       |                   | Nowa Partia       |
| 31   | Aleksandros Zaimis (1855–1936)               |                  | 29 maja 1895         | 3 listopada 1897     |                   | Bezpartyjny       |
| 32   | Aleksandros Romas (1863–1914)                |                  | 3 listopada 1897     | 9 grudnia 1898       |                   | Bezpartyjny       |
| 33   | Nikolas Tsamados (1839–1910)                 |                  | 2 kwietnia 1899      | 6 listopada 1900     |                   | Bezpartyjny       |
| 34   | Nikolas Bufidis (1845–1912)                  |                  | 6 listopada 1900     | 8 listopada 1901     |                   | Bezpartyjny       |
| 35   | Teodoros Retsinas (1836–1930)                |                  | 8 listopada 1901     | 19 września 1902     |                   | Nowa Partia       |
| 36   | Dimitris Rallis (1844–1921)                  |                  | 5 lutego 1903        | 18 czerwca 1903      |                   | Bezpartyjny       |
| 37   | Nikolas Leonidas (1866–1926)                 |                  | 18 czerwca 1903      | 15 grudnia 1903      |                   | Bezpartyjny       |
| 38   | Nikolas Chatziskos (1850–1917)               |                  | 15 grudnia 1903      | 12 grudnia 1904      |                   | Bezpartyjny       |
| (34) | Nikolaos Boufidis (1845–1912)                |                  | 12 grudnia 1904      | 22 grudnia 1904      |                   | Bezpartyjny       |
| (32) | Aleksandros Romas (1863–1914)                |                  | 7 kwietnia 1905      | 28 listopada 1905    |                   | Bezpartyjny       |
| (34) | Nikolaos Boufidis (1845–1912)                |                  | 28 listopada 1905    | 1 lutego 1906        |                   | Bezpartyjny       |
| (34) | Nikolaos Boufidis (1845–1912)                | 8 maja 1906      | 18 listopada 1906    |                      |                   | Bezpartyjny       |
| 39   | Nikolas Lewidis (1845–1912)                  |                  | 18 listopada 1906    | 12 października 1908 |                   | Bezpartyjny       |
| 40   | Konstantinos Kumunduros (1846–1924)          |                  | 12 października 1908 | 24 września 1909     |                   | Bezpartyjny       |
| (32) | Aleksandros Romas (1863–1914)                |                  | 24 września 1909     | 4 lutego 1910        |                   | Bezpartyjny       |
| (33) | Nikolas Tsamados (1839–1910)                 |                  | 4 lutego 1910        | 1 lipca 1910         |                   | Bezpartyjny       |
| 41   | Konstantinos Esslin (1844–1920)              |                  | 27 września 1910     | 12 października 1910 |                   | Bezpartyjny       |
| 42   | Nikolas Stratos (1872–1922)                  |                  | 24 stycznia 1911     | 7 lipca 1911         |                   | Partia Liberalna  |
| 43   | Joannis Tsirimokos (1866–1934)               |                  | 7 lipca 1911         | 21 grudnia 1911      |                   | Partia Liberalna  |
| 43   | Joannis Tsirimokos (1866–1934)               | 19 sierpnia 1912 | 2 października 1912  |                      |                   | Partia Liberalna  |
| 44   | Konstantinos Zawitsianos (1878–1951)         |                  | 2 października 1912  | 25 lutego 1915       |                   | Partia Liberalna  |
| 44   | Konstantinos Zawitsianos (1878–1951)         | 3 sierpnia 1915  | 25 października 1915 |                      |                   | Partia Liberalna  |
| 45   | Michaił Teotokis (1842–1916)                 |                  | 22 stycznia 1916     | 9 czerwca 1916       |                   | Partia Teotokos   |
| 46   | Temistoklis Sopulis (1860–1949)              |                  | 20 lipca 1917        | 10 września 1920     |                   | Partia Liberalna  |
| 47   | Konstantinos Argasaris–Lomwardos (1859–1925) |                  | 18 stycznia 1921     | 15 września 1922     |                   | Bezpartyjny       |
| 48   | Elefterios Wenizelos (1864–1936)             |                  | 5 stycznia 1924      | 11 stycznia 1924     |                   | Partia Liberalna  |

### Druga Republika (1924–1935)

#### Izba Reprezentantów
| #   | Imię i Nazwisko                   | Portret          | Kadencja             | Kadencja         | Partia polityczna | Partia polityczna |
| #   | Imię i Nazwisko                   | Portret          | Od                   | Do               | Partia polityczna | Partia polityczna |
| --- | --------------------------------- | ---------------- | -------------------- | ---------------- | ----------------- | ----------------- |
| 1   | Konstantinos Raktiwan (1865–1935) |                  | 21 stycznia 1924     | 30 września 1925 |                   | Partia Liberalna  |
| 2   | Temistoklis Sopulis (1860–1949)   |                  | 6 grudnia 1926       | 9 lipca 1928     |                   | Partia Liberalna  |
| 3   | Joannis Tsirimokos (1866–1934)    |                  | 19 października 1928 | 3 lipca 1930     |                   | Partia Liberalna  |
| (2) | Temistoklis Sopulis (1860–1949)   |                  | 17 listopada 1930    | 20 sierpnia 1932 |                   | Partia Liberalna  |
| (2) | Temistoklis Sopulis (1860–1949)   | 2 listopada 1932 | 24 stycznia 1933     |                  |                   | Partia Liberalna  |
| 4   | Charalambos Wozikis (1862–1937)   |                  | 30 marca 1933        | 1 kwietnia 1935  |                   | Partia Ludowa     |
| 4   | Charalambos Wozikis (1862–1937)   | 1 lipca 1935     | 10 października 1935 |                  |                   | Partia Ludowa     |
| (2) | Temistoklis Sopulis (1860–1949)   |                  | 6 marca 1936         | 4 sierpnia 1936  |                   | Partia Liberalna  |

#### Senat
| # | Imię i Nazwisko                     | Portret | Kadencja         | Kadencja         | Partia polityczna | Partia polityczna |
| # | Imię i Nazwisko                     | Portret | Od               | Do               | Partia polityczna | Partia polityczna |
| - | ----------------------------------- | ------- | ---------------- | ---------------- | ----------------- | ----------------- |
| 1 | Aleksandros Zaimis (1855–1936)      |         | 22 maja 1929     | 14 grudnia 1929  |                   | Bezpartyjny       |
| 2 | Leonidas Paraskewopulos (1860–1936) |         | 18 marca 1930    | 19 sierpnia 1932 |                   | Bezpartyjny       |
| 3 | Stylianos Gonatas (1876–1966)       |         | 4 listopada 1932 | 1 kwietnia 1935  |                   | Partia Liberalna  |

### Drugi okres monarchii konstytucyjnej (1946–1967)
| # | Imię i Nazwisko                       | Portret | Kadencja          | Kadencja             | Partia polityczna | Partia polityczna                              |
| # | Imię i Nazwisko                       | Portret | Od                | Do                   | Partia polityczna | Partia polityczna                              |
| - | ------------------------------------- | ------- | ----------------- | -------------------- | ----------------- | ---------------------------------------------- |
| 1 | Joannis Teotokis (1880–1961)          |         | 4 kwietnia 1946   | 30 listopada 1949    |                   | Partia Ludowa                                  |
| 2 | Praksitelis Mutzuridis (1885–1964)    |         | 1 grudnia 1949    | 8 stycznia 1950      |                   | Partia Ludowa                                  |
| 3 | Dimitris Gontikas (1888–1967)         |         | 4 kwietnia 1950   | 10 października 1952 |                   | Partia Liberalna                               |
| 4 | Joannis Makropulos (1883–1954)        |         | 15 grudnia 1952   | 16 listopada 1953    |                   | Stronnictwo Greckie                            |
| 5 | Konstantinos Rodopulos (1896–1971)    |         | 16 listopada 1953 | 26 września 1963     |                   | Stronnictwo Greckie/Narodowy Związek Radykalny |
| 6 | Ilias Tsirimokos (1907–1968)          |         | 17 grudnia 1963   | 8 stycznia 1964      |                   | Unia Centrum                                   |
| 7 | Jeorjos Atanasiadis-Nowas (1893–1987) |         | 19 marca 1964     | 15 lipca 1965        |                   | Unia Centrum                                   |
| 8 | Emmanuil Baklantzis (1900–1971)       |         | 30 kwietnia 1965  | 25 września 1965     |                   | Unia Centrum                                   |
| 9 | Dimitris Papaspyru (1902–1987)        |         | 15 listopada 1965 | 14 kwietnia 1967     |                   | Narodowy Związek Radykalny                     |

### Trzecia Republika (1974-)
| #  | Imię i Nazwisko                          | Portret             | Kadencja             | Kadencja             | Partia polityczna | Partia polityczna |
| #  | Imię i Nazwisko                          | Portret             | Od                   | Do                   | Partia polityczna | Partia polityczna |
| -- | ---------------------------------------- | ------------------- | -------------------- | -------------------- | ----------------- | ----------------- |
| 1  | Konstantinos Papakonstantinu (1907–1989) |                     | 9 grudnia 1974       | 12 grudnia 1977      |                   | ND                |
| 2  | Dimitris Papaspyru (1902–1987)           |                     | 12 grudnia 1977      | 17 listopada 1981    |                   | ND                |
| 3  | Joannis Alewras (1912–1995)              |                     | 17 listopada 1981    | 7 maja 1985          |                   | PASOK             |
| 3  | Joannis Alewras (1912–1995)              | 18 czerwca 1985     | 10 lipca 1989        |                      |                   | PASOK             |
| 4  | Atanasios Tsaldaris (1921–1997)          |                     | 7 lipca 1989         | 12 października 1989 |                   | ND                |
| 4  | Atanasios Tsaldaris (1921–1997)          | 23 listopada 1989   | 12 marca 1990        |                      |                   | ND                |
| 4  | Atanasios Tsaldaris (1921–1997)          | 22 kwietnia 1990    | 11 września 1993     |                      |                   | ND                |
| 5  | Apostolos Kaklamanis (ur. 1936)          |                     | 22 października 1993 | 24 sierpnia 1996     |                   | PASOK             |
| 5  | Apostolos Kaklamanis (ur. 1936)          | 8 października 1996 | 14 marca 2000        |                      |                   | PASOK             |
| 5  | Apostolos Kaklamanis (ur. 1936)          | 21 kwietnia 2000    | 18 lipca 2004        |                      |                   | PASOK             |
| 6  | Ana Benaki-Psaruda (ur. 1934)            |                     | 18 lipca 2004        | 18 sierpnia 2007     |                   | ND                |
| 7  | Dimitris Siufas (1944–2019)              |                     | 27 września 2007     | 7 września 2009      |                   | ND                |
| 8  | Filipos Petsalnikos (1950–2020)          |                     | 15 października 2009 | 11 kwietnia 2012     |                   | PASOK             |
| 9  | Wiron Polidoras (ur. 1947)               |                     | 18 maja 2012         | 19 maja 2012         |                   | ND                |
| 10 | Wangelis Meimarakis (ur. 1953)           |                     | 29 czerwca 2012      | 31 grudnia 2014      |                   | ND                |
| 11 | Zoi Konstandopulu (ur. 1976)             |                     | 6 lutego 2015        | 4 października 2015  |                   | Syriza            |
| 12 | Nikos Wutsis (ur. 1951)                  |                     | 4 października 2015  | 18 lipca 2019        |                   | Syriza            |
| 13 | Konstandinos Tasulas (ur. 1959)          |                     | 18 lipca 2019        | 16 stycznia 2025     |                   | ND                |